# Час зірки
«Час зірки» (порт.  А Hora da Estrela) — останній роман бразильської письменниці українсько-єврейського походження Кларісе Ліспектор. Роман було вперше опубліковано 1977 року, за два місяці до смерті письменниці.

## Сюжет
Роман складається з коротких фрагментів, які Ліспектор та її секретарка Ольга Бореллі ретельно добирали впродовж тривалого часу. Кларісе тоді не знала, що помирає, тому не поспішала, хоч оповідь пронизує передчуття майбутньої смерті автора.

## Екранізація
У 1986 році фільм, знятий за мотивами роману, отримав нагороду «Срібний ведмідь» на Берлінському кінофестивалі за кращу жіночу роль.

## Видання в Україні
Перше українське видання Ліспектор побачило світ 2016 року у Видавництві Анетти Антоненко. Перекладач Ярослав Губарев.